# Carmen Estrada
Carmen Estrada Cerquera (Sevilla, 1947) es investigadora neurocientífica, especializada en el riego sanguíneo del cerebro y su capacidad para formar neuronas nuevas durante toda la vida, doctora y catedrática en Medicina por la Universidad Autónoma de Madrid (UAM), escritora y traductora de griego.

## Trayectoria
Carmen Estrada Cerquera se licenció en Medicina en la Universidad de Sevilla (US) y se doctoró en Medicina por la Universidad Autónoma de Madrid (UAM) con la tesis Circulación cerebral en la hipertensión de origen renal en 1979.
Compaginó la docencia y la investigación en diferentes universidades españolas y de Estados Unidos 
Carmen Estrada al llegar a la edad de la jubilación dejó su dedicación a la investigación y a la docencia para centrarse en el estudio del griego clásico, en la Universidad de Cádiz (UCA) y en la Universidad Autónoma de Madrid (UAM),  y comenzó su actividad de escritora. 
Aboga por un el humanismo científico y por el acercamiento entre lo que se conoce por Ciencias o por Letras. Analiza y reflexiona en sus obras sobre las relaciones con la mitología, la filosofía y las ideologías, la represión del Cristianismo y los mitos del progreso y la tecnología, así como el aprovechamiento que de la ciencia hace la sociedad neoliberal y globalizada.  Se preocupa del avance social y moral de la humanidad.  

### Docencia e investigación
Carmen Estrada ha sido profesora de Fisiología humana en las Facultad de Medicina de la Universidad Autónoma de Madrid UAM y en Facultad de Medicina de la Universidad de Cádiz (UCA), ha dirigido tesis doctorales y publicado artículos científicos.
Su labor investigadora la ha desarrollado en el campo de las Neurociencias en la UAM, UCA, City of Hope National Medical Center en Duarte, California) y Universidad de California en Los Ángeles (UCLA) y directora de Proyectos de Investigación en Neurociencia.   

Cuanto más ejercitamos una función, más neuronas se reclutan, así que podemos modelar nuestro cerebro...

Considera necesaria la divulgación científica y reducir el desconocimiento que hay sobre lo que son las Ciencias. "La ciencia es una actividad humana básica que existe desde el principio de la especie y que todo el mundo puede acercarse a ella".
Ve la ciencia como una forma de mirar el mundo natural, partiendo de nuestro desconocimiento e ir averiguando de forma acumulativa en una tarea colectiva que se compromete con esa curiosidad.
En el libro La herencia de Eva, Carmen Estrada, hace un recorrido por la historia de la ciencia, desde las pinturas rupestres (observaciones de la naturaleza) hasta la astronomía moderna y sus observaciones telescópicas que captan imágenes de agujeros negros.  Habla de las tres etapas del quehacer científico: la curiosidad o deseo de saber, la adquisición del conocimiento y su transmisión a otros para que lo continúe.
Eva representa a la ciencia, el instinto de curiosidad, la adquisición y la transmisión del conocimiento. De la interpretación del mito de Eva lo que dice es que: Eva guiada por su instinto de curiosidad, que es el instinto que inicia la ciencia, Eva come la fruta del conocimiento y después lo transmite a otros para que lo continúen. Muy alejada por tanto de interpretación misógina que ha dominado hasta ahora manteniendo que la fruta estaba prohibida, con lo que la curiosidad solo lleva a la transgresión.
Carmen Estrada habla de la ciencia como hecho demostrativo, bajo esta premisa considera que la Ciencia y Dios son incompatibles:

Hay científicos que dicen que son creyentes, pero o no son creyentes o no son científicos. Una verdad que no esté demostrada no es una verdad científica. Dios puede existir como hipótesis, pero no se ha hecho ni se podrá hacer nunca una demostración de su existencia. Por eso son incompatibles.

## Escritora
- La herencia de Eva. Del instinto de curiosidad a la ciencia moderna. Editorial Taurus 2024.[5]
- Odiseicas. Las mujeres en la Odisea.  Editorial Seix Barral, 2021.[7]
- Cumplir treinta años en los años treinta. Editorial Aconcagua, 2019. Esta obra rinde homenaje a la generación que nació en los comienzos del siglo XX que al inicio de su madurez se vieron afectados por las guerras.[8]
- Traducción y adaptación de La Odisea ilustrada por Miguel Brieva (Malpaso, 2019).